# Fevral'sk
Fevral'sk è una cittadina della Russia estremo-orientale, situata nella oblast' dell'Amur. Dipende amministrativamente dal rajon Selemdžinskij, del quale è il maggior centro abitato.
Sorge nella parte orientale della oblast', fra i corsi dei fiumi Selemdža e Byssa, lungo l'importante arteria ferroviaria BAM (Ferrovia Bajkal-Amur), che collega il lago Bajkal con la regione dell'Amur seguendo un tracciato più settentrionale rispetto alla Transiberiana.